# Propata
Propata (Propâ in ligure) è un comune italiano di 114 abitanti della città metropolitana di Genova in Liguria.

## Geografia fisica
Il territorio comunale è situato nell'alta val Trebbia, ad est di Genova, e fa parte del Parco naturale regionale dell'Antola. Tra le vette del territorio il monte Antola (1597 m), il monte delle Tre Croci (1556 m), il monte Cremado (1513 m), il monte Propata (1352 m), il Bric Rondanina (1340 m).
Nei territori comunali di Propata, Torriglia e Rondanina è ubicato il lago del Brugneto, il lago artificiale più grande del territorio metropolitano e della Liguria.

## Storia

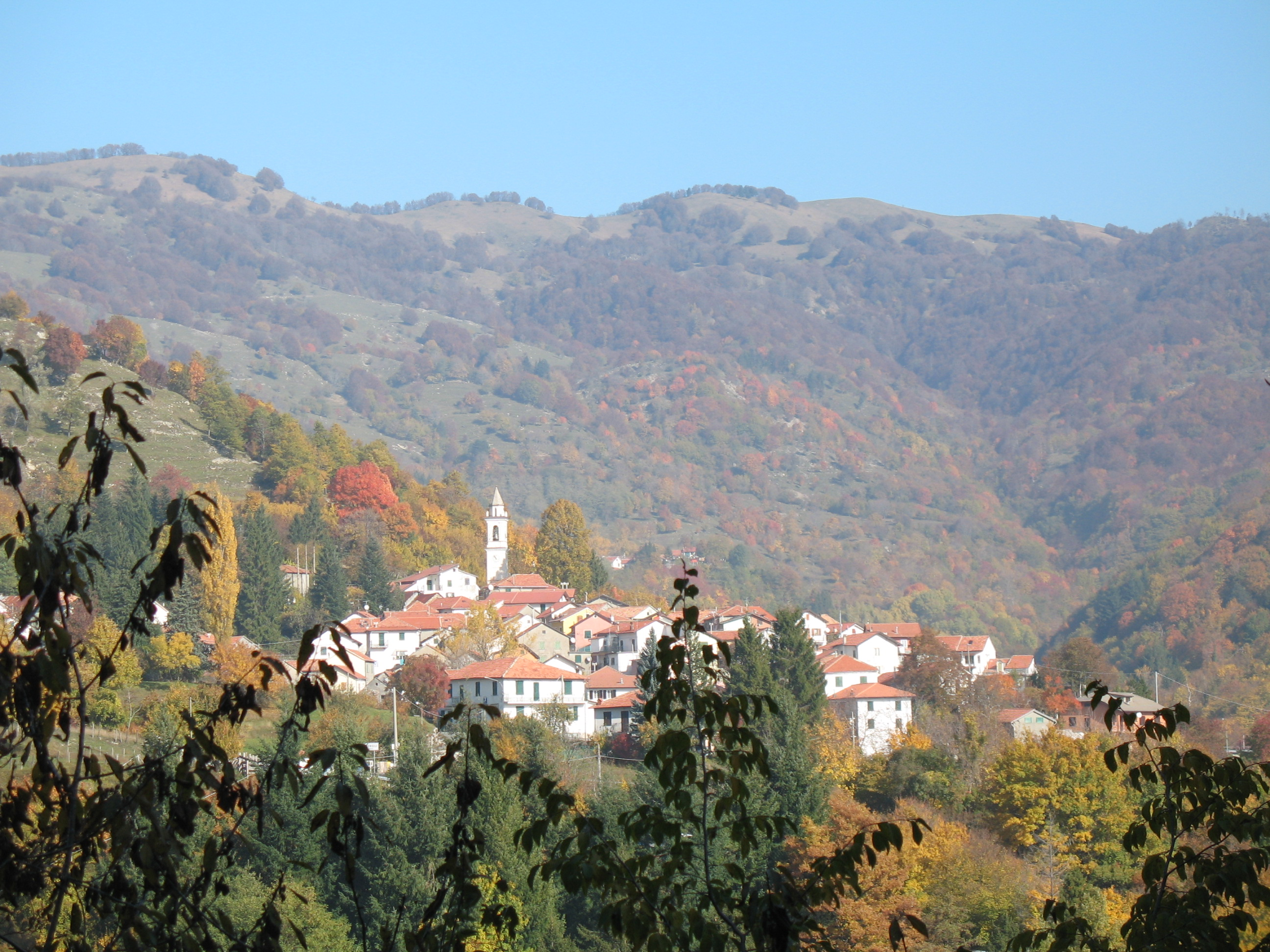
Panorama di Bavastrelli

Il borgo di Propata venne fondato, secondo la tradizione storica locale, intorno al X secolo dagli abitanti dei borghi vicini, scampati alle frequenti incursioni dei saraceni.
Nel XIV secolo fu dominio del Ducato di Milano, fino alla cessione del paese nel XVI secolo verso la famiglia genovese Doria, e quindi alla Repubblica di Genova. Verso la fine del XVIII secolo si costituì comune autonomo con la soppressione dei Feudi imperiali.
Nel 1797 con la dominazione francese di Napoleone Bonaparte rientrò dal 2 dicembre nel dipartimento dei Monti Liguri Orientali, con capoluogo Ottone, all'interno della Repubblica Ligure. Dal 28 aprile del 1798 con i nuovi ordinamenti francesi, Propata rientrò nel VI cantone, capoluogo Torriglia, della giurisdizione dei Monti Liguri Orientali e dal 1803 centro principale del IV cantone della Trebbia nella giurisdizione dell'Entella. Annesso al Primo Impero francese, dal 13 giugno 1805 al 1814 venne inserito nel dipartimento di Genova.
Nel 1815 fu inglobato nel Regno di Sardegna, secondo le decisioni del congresso di Vienna del 1814, e successivamente nel Regno d'Italia dal 1861. Dal 1859 al 1926 il territorio fu compreso nell'XI mandamento di Torriglia del circondario di Genova dell'allora provincia di Genova.
Come nella vicina Torriglia, negli anni settanta si segnalarono numerosi avvistamenti UFO, in particolare in coincidenza con uno dei casi ufologici più eclatanti avvenuti a Torriglia, quello che vide protagonista Pier Fortunato Zanfretta.
Dal 1973 al 31 dicembre 2008 ha fatto parte della Comunità montana Alta Val Trebbia e, con le nuove disposizioni della Legge Regionale nº 24 del 4 luglio 2008, ha fatto parte fino al 2011 della Comunità montana delle Alte Valli Trebbia e Bisagno.
Dal 2014 al 2024 ha fatto parte dell'Unione dei comuni montani dell'Alta Val Trebbia.

### Simboli
Stemma
Gonfalone

Lo stemma e il gonfalone sono stati concessi con il decreto del presidente della Repubblica del 4 maggio 1983.

## Monumenti e luoghi d'interesse

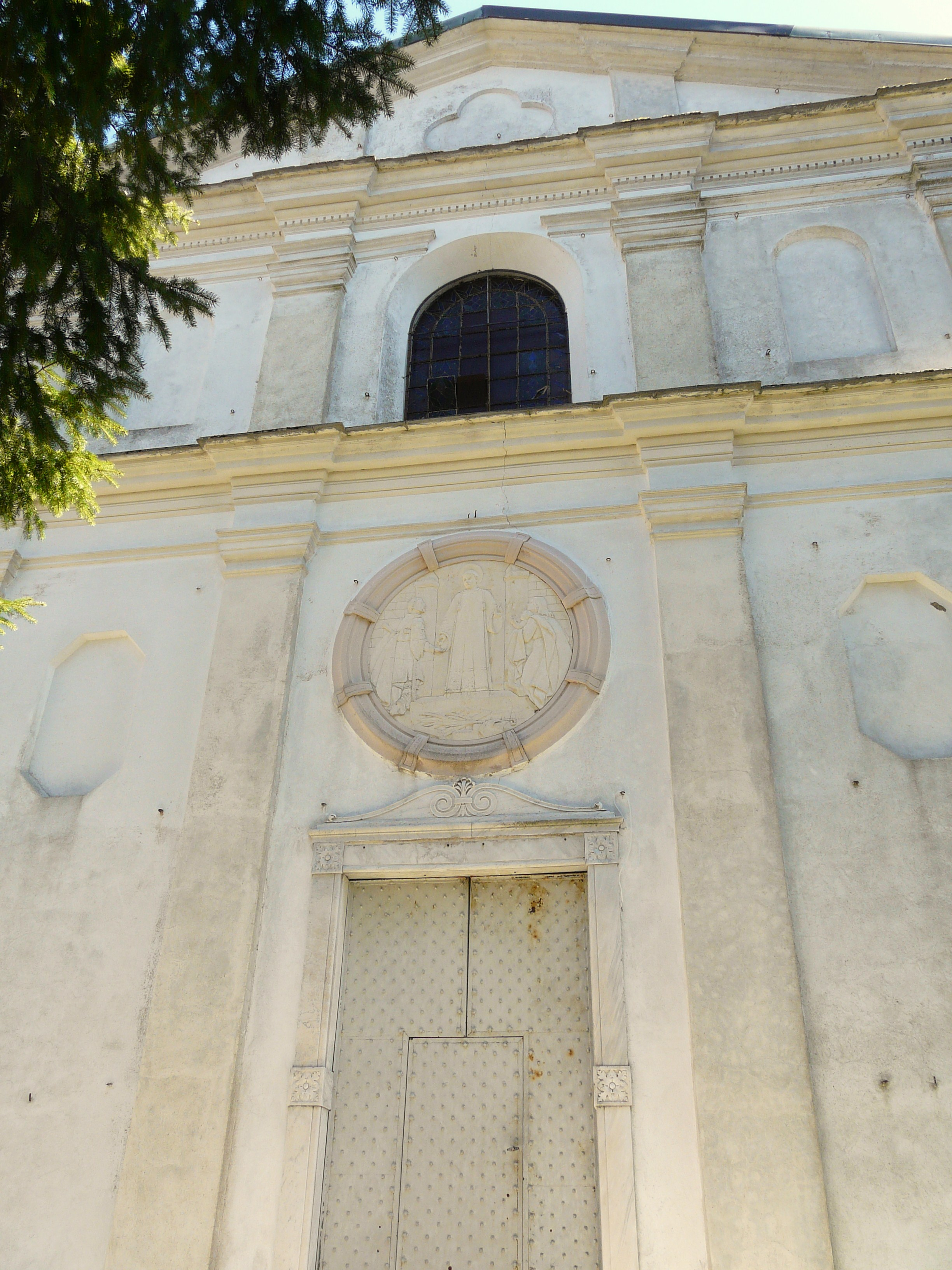
La chiesa di San Lorenzo a Propata

### Architetture religiose
- Chiesa parrocchiale di San Lorenzo nel capoluogo. Costruita nel XVI secolo e decorata in stile barocco, conserva al suo interno una statua lignea di Anton Maria Maragliano, un coro della fine del XVII secolo e un altare di epoca barocca. La sua parrocchia fa parte della diocesi di Tortona.
- Chiesa parrocchiale di San Giacomo nella frazione di Bavastrelli, edificata nel 1836, la parrocchia fu istituita nel 1918; il campanile venne costruito nel 1880. Presenta una facciata a capanna intonacata con quattro paraste a capitello a sostegno del timpano di coronamento: al centro si trova il portale d'accesso in pietra, sovrastato da una piccola nicchia contenente la statua di san Giacomo il Maggiore e da una finestra ad arco a tutto sesto.[9] Sul lato sinistro della chiesa si innalza il monumentale campanile a sezione quadrata, con il fusto lesenato, dotato di cella campanaria incorniciata con aperture a tutto sesto e coronata da un tamburo ottagonale cuspidato.[9] L'interno, a navata unica, comprende un'abside modificata dotata di altari laterali e una copertura a volta a botte.
- Cappella della Madonna delle Grazie nella frazione di Bavastri, situata sulla strada provinciale poco fuori dall'abitato, nei pressi del centro sportivo.
- Cappella della Madonna, piccolo oratorio ottocentesco situato nei pressi del cimitero di Bavastri.
- Cappella di Sant'Antonio, situata sul sentiero che dal paese di Bavastri conduce al monte Antola.
- Oratorio della Madonna del Carmine nella frazione di Caffarena, costruito nel 1969.
- Oratorio di San Rocco nella località di Vaglie.

### Aree naturali
- Rifugio Parco Antola, alle falde del monte omonimo.

## Società

### Evoluzione demografica
Abitanti censiti

### Etnie e minoranze straniere
Secondo i dati Istat al 31 dicembre 2022, i cittadini stranieri residenti a Propata sono 11.

## Cultura

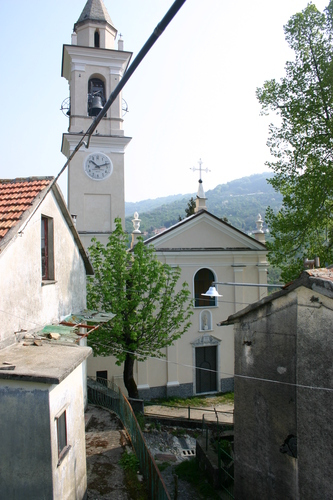
La chiesa di San Giacomo della frazione di Bavastrelli

### Istruzione

#### Musei
- Museo del partigiano. All'interno sono conservate raccolte fotografiche e documenti sulla Resistenza italiana dei partigiani.

## Geografia antropica
Il territorio comunale è costituito dalle quattro frazioni di Albora, Bavastrelli, Caffarena e Caprile per un totale di 16,93 km².
Confina a nord con il comune di Carrega Ligure (AL), a sud con Torriglia, ad ovest con Valbrevenna e ad est con Fascia e Rondanina.

## Economia
Si basa principalmente sull'agricoltura con la prevalente coltivazione di patate, cereali, foraggi e sfruttamento del sottobosco; praticato inoltre l'allevamento del bestiame.

## Infrastrutture e trasporti

### Strade
Il centro di Propata è attraversato principalmente dalla strada provinciale 15 del Brugneto che gli permette il collegamento con Montebruno e Torriglia, a sud, innestandosi con la strada statale 45 di Val Trebbia.

### Mobilità urbana
Dal comune di Torriglia un servizio di trasporto pubblico locale gestito dall'AMT garantisce quotidiani collegamenti bus con Propata e per le altre località del territorio comunale.

## Amministrazione

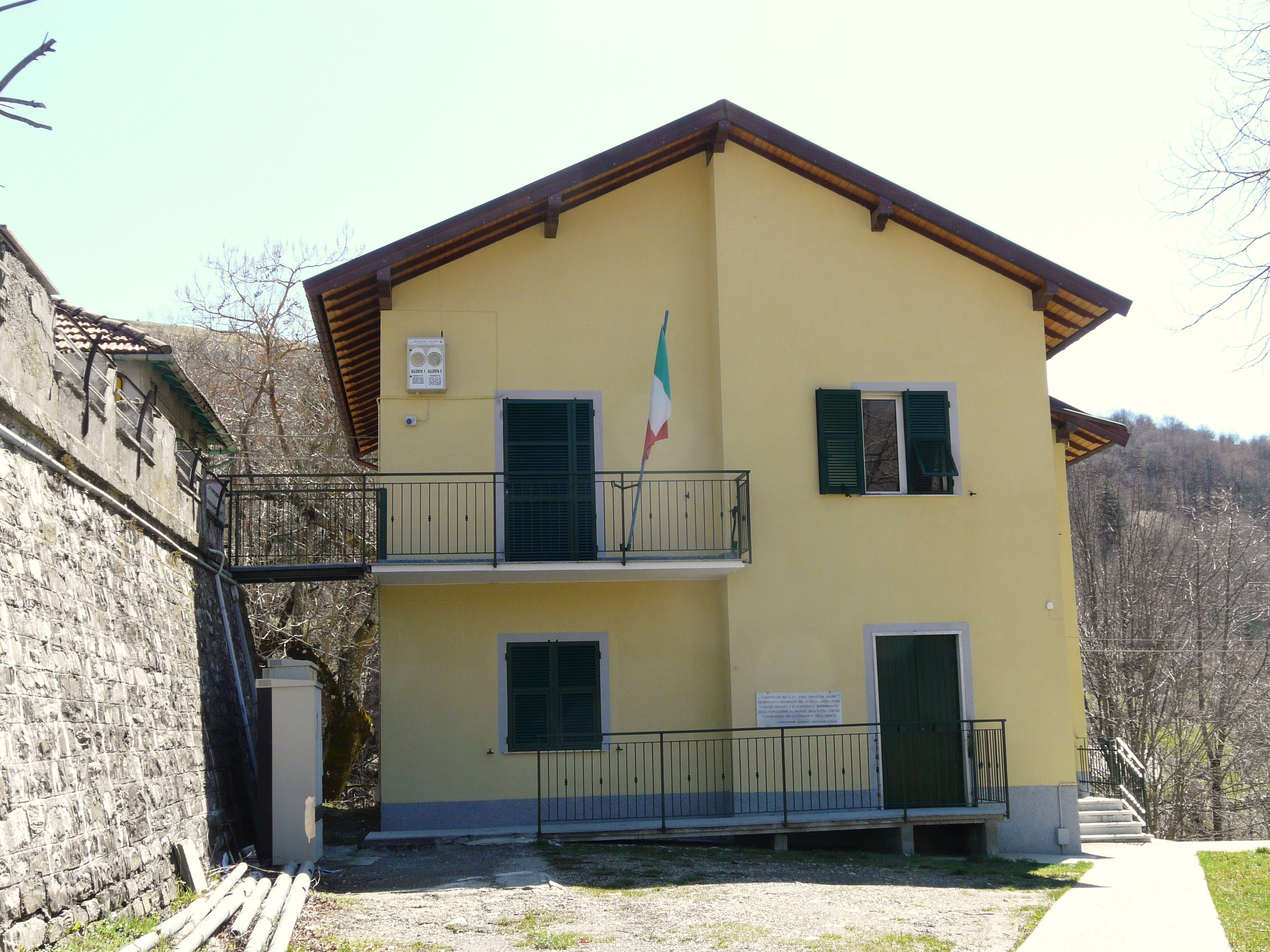
Il municipio

| Periodo        | Periodo        | Primo cittadino         | Partito                                               | Carica  | Note |
| -------------- | -------------- | ----------------------- | ----------------------------------------------------- | ------- | ---- |
| 18 giugno 1988 | 29 maggio 1993 | Angelo Remigio          | PCI                                                   | Sindaco |      |
| 10 giugno 1993 | 28 aprile 1997 | Angelo Remigio          | Indipendente di sinistra                              | Sindaco |      |
| 28 aprile 1997 | 14 maggio 2001 | Angelo Remigio          | lista civica di centro-sinistra                       | Sindaco |      |
| 14 maggio 2001 | 29 maggio 2006 | Sandra Dalla Rovere     | Insieme per Propata (lista civica di centro-sinistra) | Sindaco |      |
| 29 maggio 2006 | 16 maggio 2011 | Sandra Dalla Rovere     | Insieme per Propata (lista civica di centro-sinistra) | Sindaco |      |
| 16 maggio 2011 | 6 giugno 2016  | Renato Cogorno          | Insieme per Propata (lista civica di centro-sinistra) | Sindaco |      |
| 6 giugno 2016  | 4 ottobre 2021 | Renato Cogorno          | Insieme per Propata (lista civica di centro-sinistra) | Sindaco |      |
| 4 ottobre 2021 | in carica      | Manuela Elisabetta Sala | Rinascere insieme (lista civica)                      | Sindaco |      |